# 芹川博通
芹川 博通（せりかわ ひろみち、1939年(昭和14年) - ）は、日本の倫理・宗教学者。淑徳短期大学名誉教授。

## 略歴
大分県別府市生まれ。大正大学大学院修士課程修了。1995年「近世近江商人にみられる宗教的経済倫理の研究」で大正大学より博士（文学）の学位を取得。淑徳短期大学教授。2010年定年退任、名誉教授。比較思想学会会長、日本宗教学会理事。

## 著書
- 『救済と再生 マックス・ウェーバー宗教社会学入門』（みくに書房） 1983
- 『都市化時代の宗教』（東洋文化出版） 1984
- 『宗教的経済倫理の研究』（多賀出版） 1987
- 『近代化の仏教思想』（大東出版社） 1989
- 『神・自然・人間の宗教学』（佼成出版社） 1992
- 『異文化の摩擦と理解 養「ガイ」徹定のキリスト教論』（北樹出版） 1994
- 『経済の倫理 宗教にみる比較文化論』（大修館書店） 1994
- 『日本の近代化と宗教倫理 近世近江商人論』（多賀出版） 1997
- 『矢吹慶輝』（大空社、シリーズ福祉に生きる） 1998
- 『渡辺海旭』（大空社、シリーズ福祉に生きる） 1998
- 『現代人と宗教世界 脳死移植・環境問題・多元主義等を考える』（北樹出版） 1999
- 『環境・福祉・経済倫理と仏教 現代を生きるための叡知』（ミネルヴァ書房、Minerva21世紀ライブラリー） 2002
- 『いまなぜ東洋の経済倫理か 仏教・儒教・石門心学に聞く』（北樹出版） 2003
- 『国家・教育と仏教 現代を生きるための指針』（北樹出版） 2005
- 「芹川博通著作集」全8巻（北樹出版）

第1巻『宗教と社会 マックス・ウェーバー論』 2007
第2巻『宗教の経済倫理 比較文化論』 2008
第3・4巻『仏教とキリスト教 比較思想論』 2007
第5巻『現代宗教論 衰退論と不滅論』 2008
第6巻『近現代仏教思想の研究 伝統と創造』 2008
第7巻『仏教と福祉 共済主義と共生主義』 2008
第8巻『国家・教育・環境と仏教 叡智と指針』 2009
- 『「ともにいきる」思想から「いかされている」思想へ 宗教断想三十話』（北樹出版） 2011

### 編著
- 『三蔵集 第1輯』（編、大東出版社） 1975
- 『近代の法然論』（峰島旭雄共編著、みくに書房） 1982
- 『仏教思想の現在』（峰島旭雄共編著、北樹出版） 1994
- 『日本仏教福祉概論 近代仏教を中心に』（池田英俊, 長谷川匡俊共編、雄山閣出版） 1999
- 『仏教思想へのいざない』（渡辺研二, 久米原恒久, 渡辺真宏共著、北樹出版） 1999

## 参考
- セブンネット